# Japán alkotmánya
A Meidzsi császár által adományozott 1868-as első japán alkotmány (szeitaiso) létrehozta a nagy államtanácsot, vagyis az első polgári politikai testületet, és elvben a kétkamarás parlamentet is, ez azonban csak a másodikkal valósult meg.
Az 1889-es, Itó Hirobumi irányításával kidolgozott 'Japán birodalom alkotmánya' (Dai Nippon teikoku kempó), amely 1947. május 2-ig maradt érvényben, porosz és osztrák jogtudósok keze nyomát viselte magán. Kimondta, hogy a birodalmat „a császárok mindörökre megszakíthatatlan sora” irányítja, de a parlament és a miniszterek tanácsának egyetértése mellett; a kormány a császárnak és nem a parlamentnek felelős; a bírói testület független, de a bírókat az igazságügy-miniszter nevezi ki; a polgárok elidegeníthetetlen, bár törvények által korlátozható jussa a habeas corpus, az otthon és a tulajdon szentsége, a szólás- és vallásszabadság. A császári felségjog és a parlamentáris kormányzat ellentmondásosságát fel nem oldó s így többféle lehetséges értelmezést nyújtó Meidzsi-kori alkotmány a 20. század első felében nagyban hozzájárult az ország belpolitikájának alakulásához, főleg mivel a hadsereg fölött a kabinetnek semmiféle hatalmat nem biztosított.
Japán mai alkotmánya, a Nihonkoku kempó (日本國憲法) 1947. május 3-án lépett érvénybe. Ellenzői amerikai alkotmánynak csúfolják, mert nagyrészt Douglas MacArthur vezérkarának (SCAP) kormányzati részlege állította össze, s csak azután fordították japánra, mindazonáltal a japán nép és politika azóta is nagyjában-egészében egyöntetűen elfogadja és helyesli. A korabeli japán vezetők legjelentősebb hozzájárulása az volt, hogy a parlament ne egy-, hanem kétkamarás legyen. Leghíresebb paragrafusai és pontjai leszögezik, hogy „a császár az állam és a népegység jelképe, pozíciója a népakaratból ered, mert a felségjogokat a nép birtokolja”, valamint hogy „a japán nép mindörökre lemond a hadviselés szuverén jogáról”, s e végből „semminő szárazföldi, tengeri és légi haderőt nem tarthat fenn”. Előbbibe (ami nem más, mint a császár isten voltának eltörlése) Hirohito utódai nevében is belenyugodott, utóbbi pedig kétségessé teszi a Japán Önvédelmi Haderő létének alkotmányosságát, ám ez ügyben az alkotmánybírósági szerepet is betöltő Legfelsőbb Bíróság eleddig a baloldali politikai erők nyomása ellenére sem volt hajlandó állást foglalni. Egyebekben az alkotmány tökéletesen megfelel a nyugati demokratikus elveknek, noha az amerikai megszállás vége, vagyis 1952 óta az egymást követő kormányok úgy értelmezték, hogy a parlament bizalmatlansági indítvány nélkül is feloszlatható, amit (a konzervatív Liberális Demokrata Párt mindenkori érdekeinek megfelelően) többször meg is tettek.
Május 3., az alkotmány ünnepe állami ünnep Japánban.